# Castello di Johannisberg
Il castello di Johannisberg, nell'omonimo villaggio non lontano da Wiesbaden, in Assia, Germania. La struttura, che fino al Cinquecento ha ospitato un monastero benedettino, dall'anno 1000 ospita ricchi vigneti (in particolare di Riesling) che, dopo la secolarizzazione, hanno dato vita ad una delle principali aziende viticole della regione. Il palazzo è inoltre il luogo ove annualmente si tiene il Rheingau Musik Festival per disponibilità della cofondatrice, Tatiana von Metternich-Winneburg.

## Storia

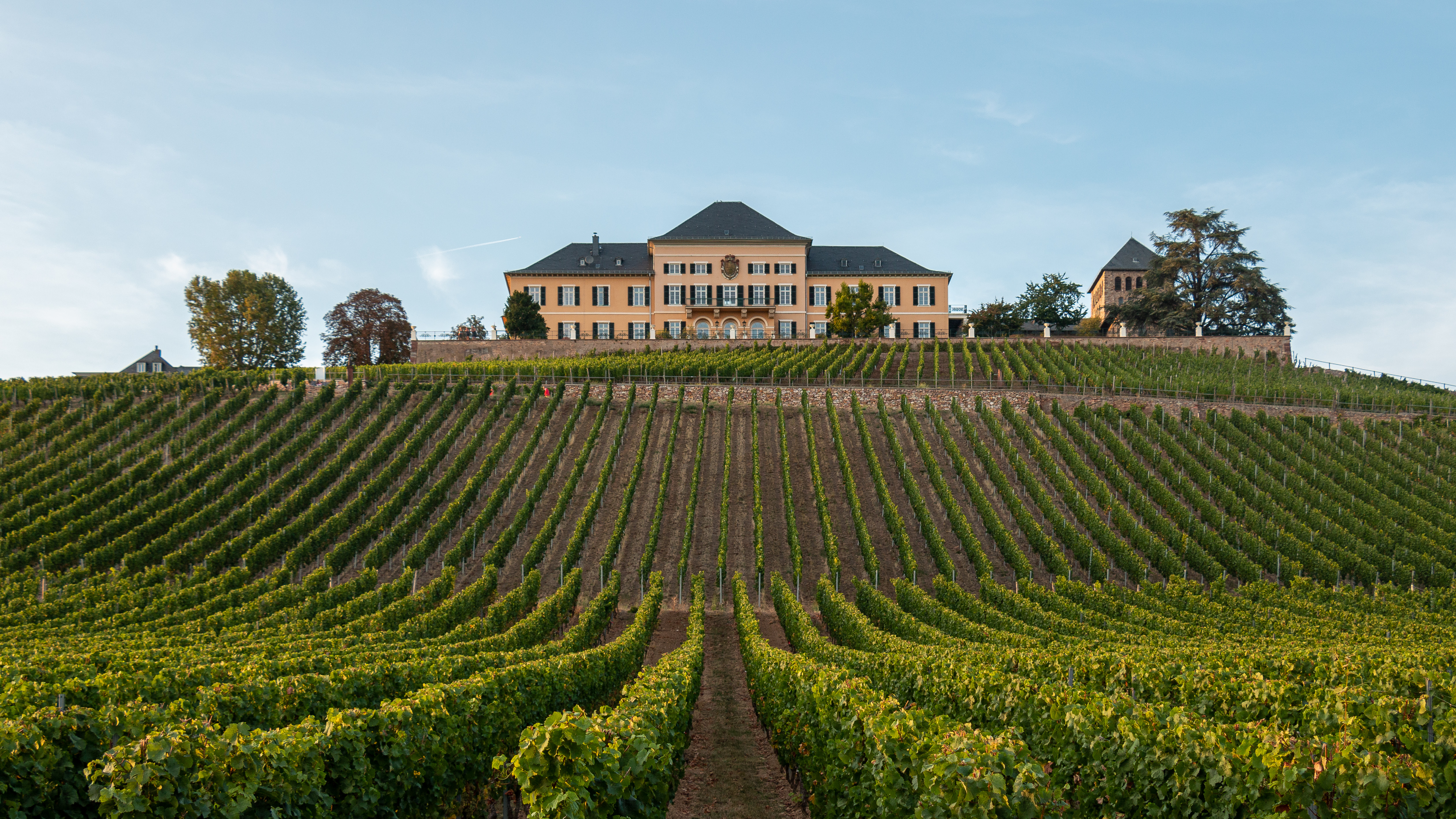
Il castello di Johannisberg con il suo vigneto

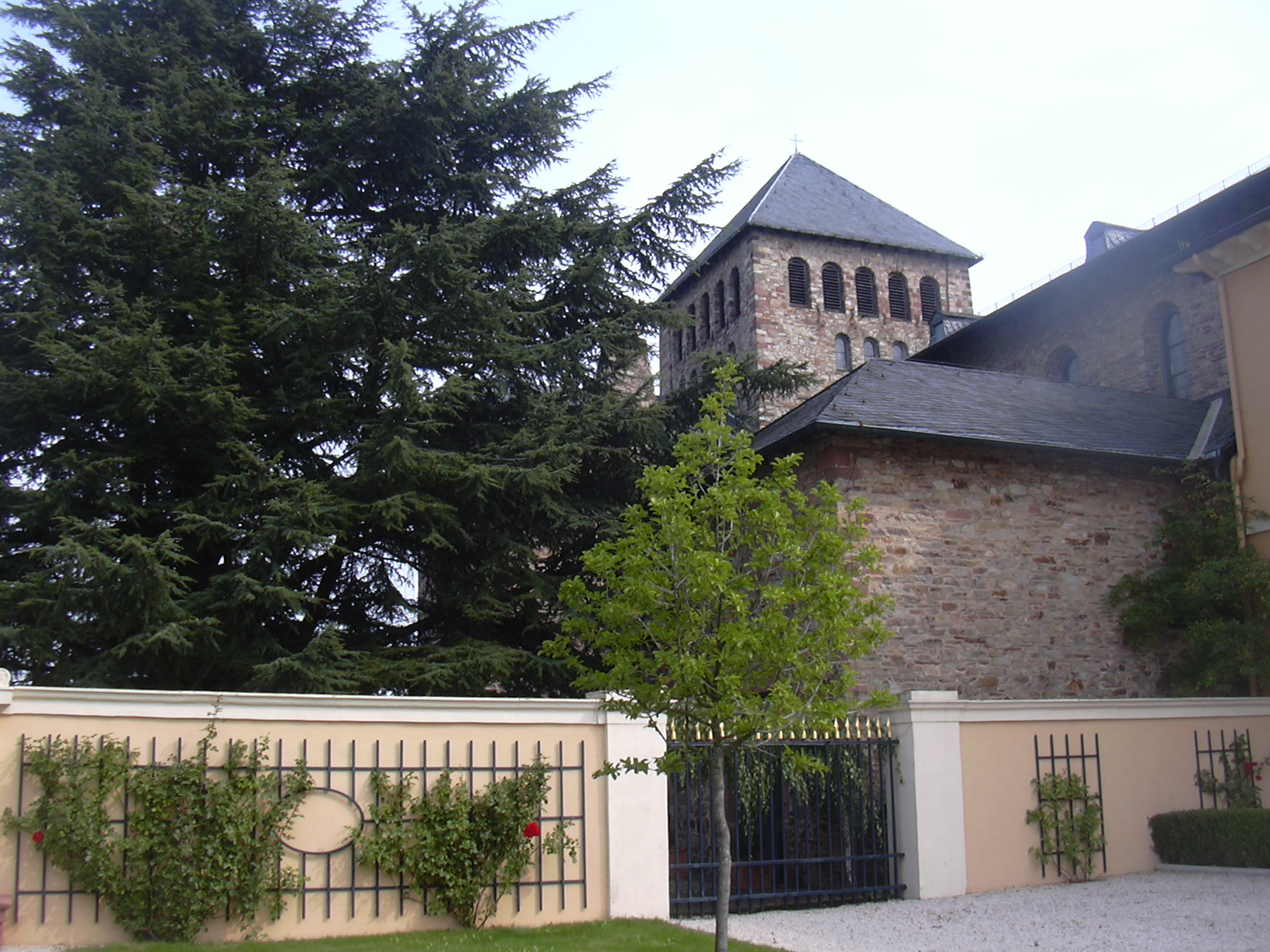
La basilica di San Giovanni all'interno dell'ex complesso monastico

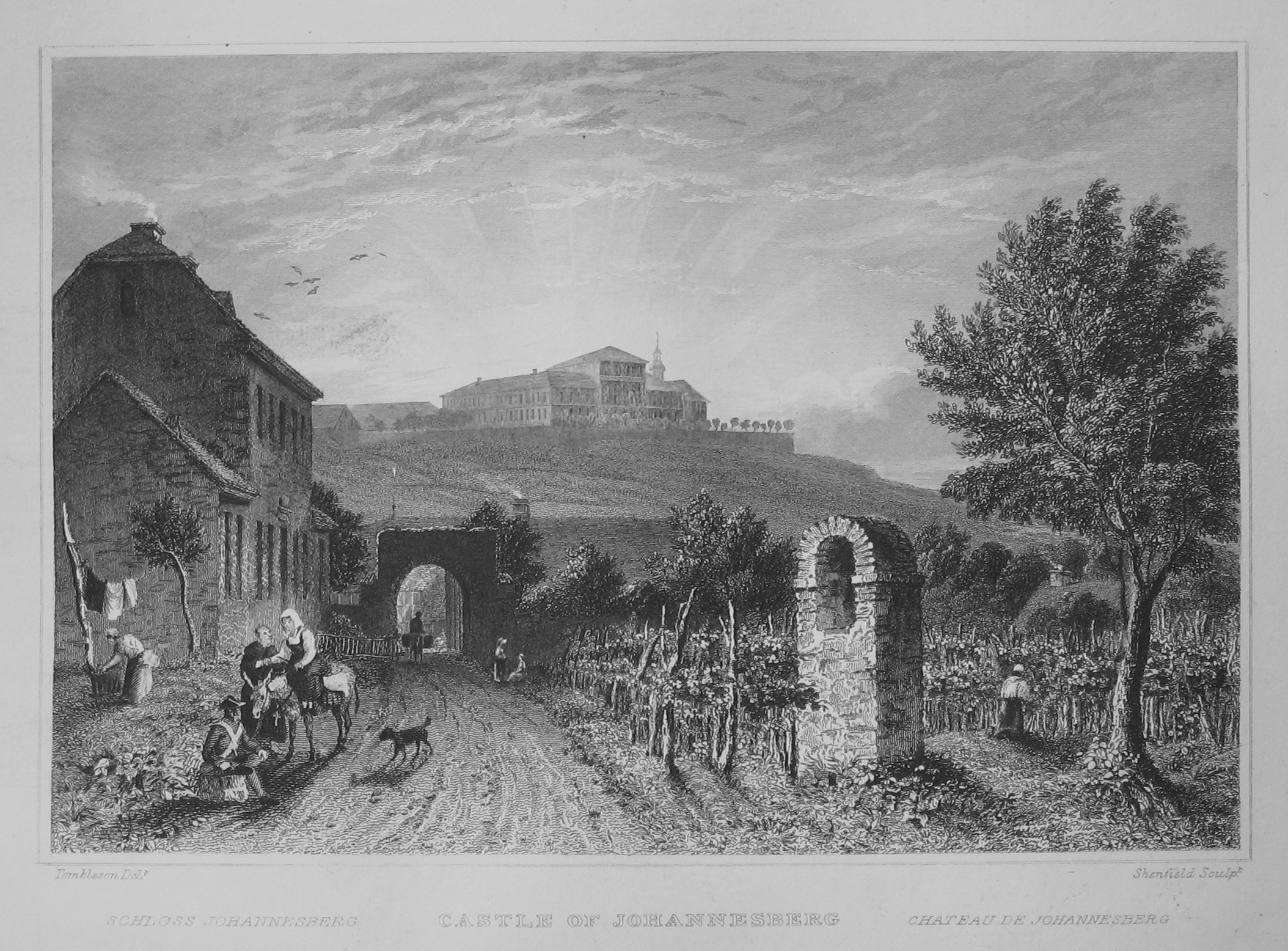
Il castello di Johannisberg in un'incisione del 1832 di William Tombleson.

La leggenda vuole che il luogo fosse stato deputato alla produzione di vite da vino già da Carlo Magno in persona che sfruttò le fertili alture del Reno presso Magonza per delle coltivazioni che, già all'epoca di Ludovico il Pio fruttavano 6000 litri all'anno. L'imperatore Ottone II assegnò i terreni della tenuta alla diocesi di Magonza nel 983, assegnando i diritti feudali ai vescovi locali. Dal X secolo, una comunità di benedettini di filiazione dell'abbazia di Fulda si trasferirono in loco su mandato dei vescovi di Magonza per coltivare e vi eressero un monastero che venne completato poco dopo. Dopo trent'anni di permanenza, la prima cappella eretta dai monaci si sviluppò in una vera e propria basilica di stile romanico dedicata a San Giovanni Battista ed il luogo stesso divenne noto come Johannisberg ("montagna di Giovanni"). La planimetria della costruzione ricalcava nell'ispirazione l'abbazia di Sant'Albano presso Magonza, da cui molti monaci provenivano.
Dopo un primo periodo di prosperità, iniziò anche per il monastero un graduale declino. Nel 1451, il cardinale Nicola Cusano si lamentava che "il monastero era crollato internamente ed esternamente [...] a causa del modo disordinato di vita dei monaci". Tuttavia, i monaci vennero disposti a riformarsi a condizione che l'eremo e i loro beni fossero stati assegnati a loro personalmente per garantire il loro sostentamento. Ciò accadde effettivamente e nel 1457 la congregazione locale aderì alla congregazione di Bursfelde, orientata alla riforma del costume dei benedettini. Iniziò così un nuovo periodo di prosperità per il monastero. Il monastero divenne uno dei principali obbiettivi degli anabattisti durante le guerre contadine in Germania nel 1525 e venne quasi completamente distrutto poi dalle incursioni del margravio Alberto Alcibiade di Brandeburgo-Kulmbach del 1552, senza poi essere ricostruito e rimanendo di proprietà della diocesi di Magonza. Quando l'ultimo abate locale morì nel 1563, infatti, l'arcivescovo di Magonza Daniel Brendel von Homburg ordinò lo scioglimento del monastero ed i suoi beni divennero soggetti all'amministrazione secolare.
Nel 1635 l'allora arcivescovo di Magonza, Anselm Kasimir, fu costretto a impegnare la tenuta di Johannisberg per coprire i costi dell'occupazione svedese del Rheingau durante la Guerra dei Trent'anni. La chiesa del monastero venne distrutta una prima volta nel 1634. Il maestro di zecca imperiale, Hubert von Bleymann, anticipò 20.000 talleri di denaro al vescovo in cambio dell'intera rendita annua dei vigneti della tenuta. Il debito aumentò di altri 10.000 talleri nel 1641 e il contratto passò in seguito anche ai discendenti del creditore, Georg von Gise e suo figlio Johann Heinrich.
Nel 1716, Konstantin von Buttlar, principe-abate di Fulda, acquistò ciò che rimaneva del convento per la somma di 75.392 talleri dal vescovo Lothar Franz von Schönborn e ne spese altri 148.000 per la costruzione di un palazzo barocco, affidandone il progetto ai suoi architetti Andrea Gallasini e Johann Kaspar Herwarthel. Su ordine del principe-abate vennero inoltre piantate a partire dal 1720 delle viti di tipo Riesling (293.950 piante), facendone così il più antico vigneto di questa specie al mondo. Nel 1721 venne inoltre completata l'imponente cantina a volta lunga 260 metri dove i vini venivano fatti riposare per un minimo di dieci anni; l'imbottigliamento avveniva poi nell'orangerie del castello di Fulda.
Dopo la mediatizzazione e la secolarizzazione dell'istituzione, la proprietà passò di mano in mano: il principe Federico Guglielmo di Nassau-Weilburg, che pure aveva ottenuto dall'Impero l'area del Rheingau, non ottenne con essa anche il castello di Johannisberg, il quale passò invece alla casata degli Orange-Nassau nella persona del principe Federico Guglielmo che divenne poco dopo principe di Nassau-Orange-Fulda. Quest'ultimo, ad ogni modo, utilizzò il palazzo solo occasionalmente e ne venne espropriato da Napoleone quando si rifiutò di aderire alla Confederazione del Reno. Nel 1807 il castello passò a François Christophe Kellermann, maresciallo napoleonico e vincitore della battaglia di Valmy come premio personale per il servizio reso all'impero francese. Nel 1811 il castello venne venduto al banchiere Peter Arnold Mumm di Francoforte. Nel 1814 la tenuta ed il castello vennero confiscati dagli austriaci e nel 1816 l'imperatore Francesco I concesse il complesso allo statista austriaco Klemens von Metternich che aveva brillantemente condotto il Congresso di Vienna, malgrado l'area del Rheingau fosse stata affidata al ducato di Nassau.
Nel 1942, il castello venne bombardato e si salvarono unicamente le mura esterne durante il raid aereo su Magonza. Dalla metà degli anni '60 il castello venne in gran parte ricostruito per interessamento del principe Paul Alfons von Metternich-Winneburg e di sua moglie, la principessa Tatiana, i quali avevano dovuto abbandonare la residenza con l'avanzata dei russi nel 1945. Il principe Paul morì nel 1992, senza lasciare eredi, ma lasciando gran parte della sua fortuna a sua moglie. Con l'estinzione della casata dei Metternich, la principessa Tatiana ottenne il permesso di vivere nella residenza sino alla propria morte (avvenuta nel 2006), ma dal 1976 la residenza venne venduta alla famiglia Oetker. Attualmente l'azienda agricola consta di 35 ettari di vigneto.

## Il vigneto

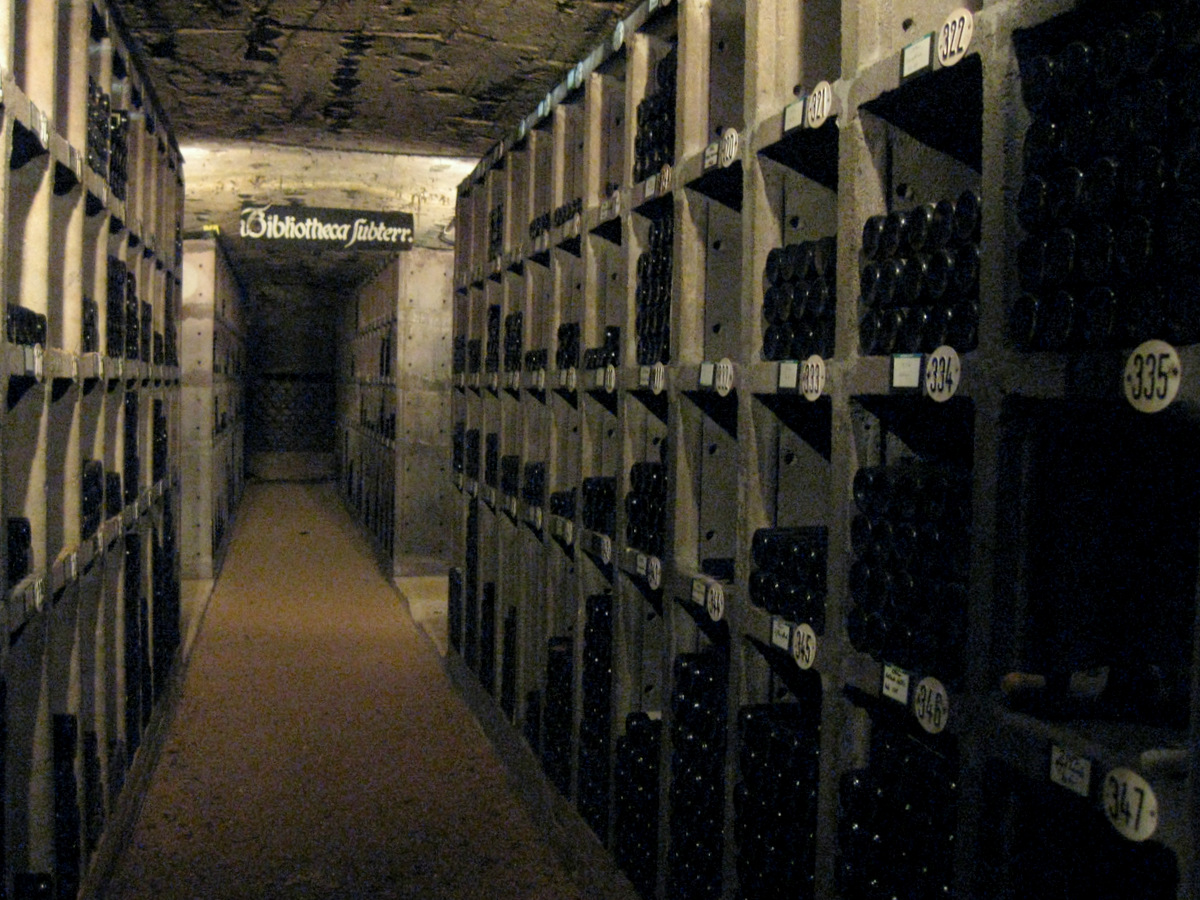
La Bibliotheca subterranea dei vini prodotti al castello di Johannisberg.

La tradizione vuole che i primi vigneti di Riesling coltivati alla tenuta di Johannisberg siano stati piantati per ordine di Heinrich von Bibra, principe-vescovo e abate di Fulda. Già dal primo raccolto, ad ogni modo, l'autorizzazione alla produzione di vino doveva essere data per iscritto dall'abate che tardò ben 14 giorni per inviare un messaggero con le proprie disposizioni in merito. I grappoli già raccolti, ad ogni modo, iniziavano a maturare oltre misura, venendo intaccati dalla Botrytis cinerea, un particolare fungo degli acini. I grappoli intaccati dal fungo vennero dati ai contadini locali, i quali ad ogni modo riuscirono a ricavarne un vino di alta qualità e da allora iniziò la tradizione di produrre vino di questa qualità con grappoli a maturazione molto elevata. Nel 1775, alla tenuta del castello di Johannisberg venne prodotta la prima annata di Riesling Spätlese, seguita dalla prima annata Auslese nel 1787 e da quella Eiswein nel 1858. Questa non fu ad ogni modo la prima forma di vino ricavato da uve maturate oltre misura al mondo in quanto il vino Tokay prodotto in ungheria veniva già fabbricato in tal modo dal 1730, ma fu indubbiamente il primo esempio di viticoltura tedesca ad applicare tali canoni al proprio vino.
Le quantità e la qualità delle annate di raccolto al castello di Johannisberg sono state completamente documentate dal 1700. La collezione della cantina del castello, nota come Bibliotheca subterranea, risale in buona parte al XIX secolo, anche se la bottiglia più antica conservata risale al 1748. Le annate più recenti ma considerate fruttuose sono il 1999, il 2002, il 2005, il 2009, il 2011, il 2013, il 2015, il 2016, il 2018 ed il 2019. Tutte queste annate hanno prodotto vini di eccellenza internazionale.

## La basilica di San Giovanni

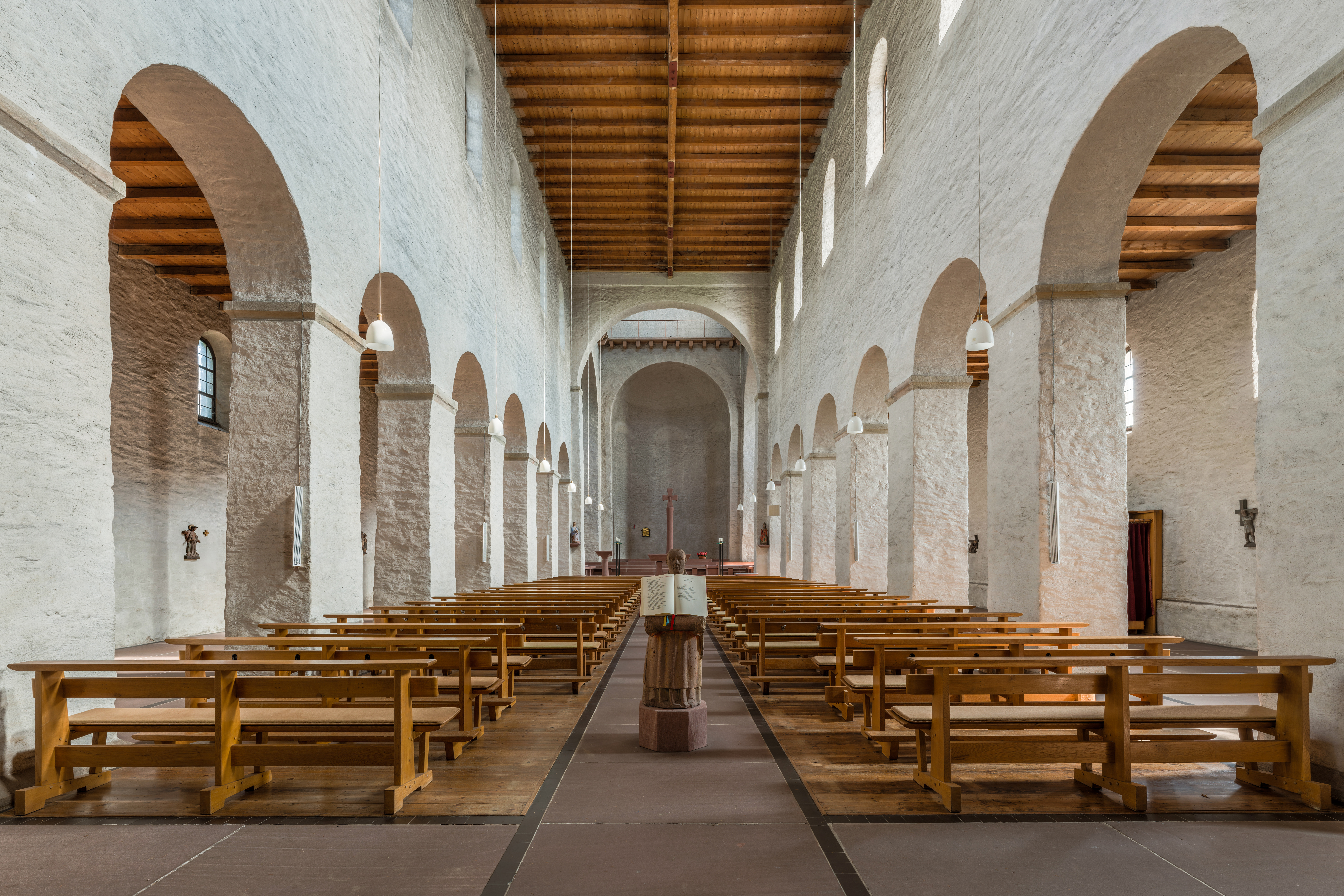
L'interno della basilica di San Giovanni

La chiesa del complesso abbaziale, la basilica di San Giovanni, è una delle parti dell'antico monastero ad essere giunta sino a noi. Originariamente costruita a favore dei monaci benedettini che qui risiedevano dall'XI secolo, dopo la distruzione del complesso nel corso della seconda guerra mondiale, venne ricostruita fedelmente dall'architetto Rudolf Schwarz secondo il progetto originario e servì poi da chiesa parrocchiale per il villaggio di Johannisberg.

## Il nuovo monastero di Johannisberg

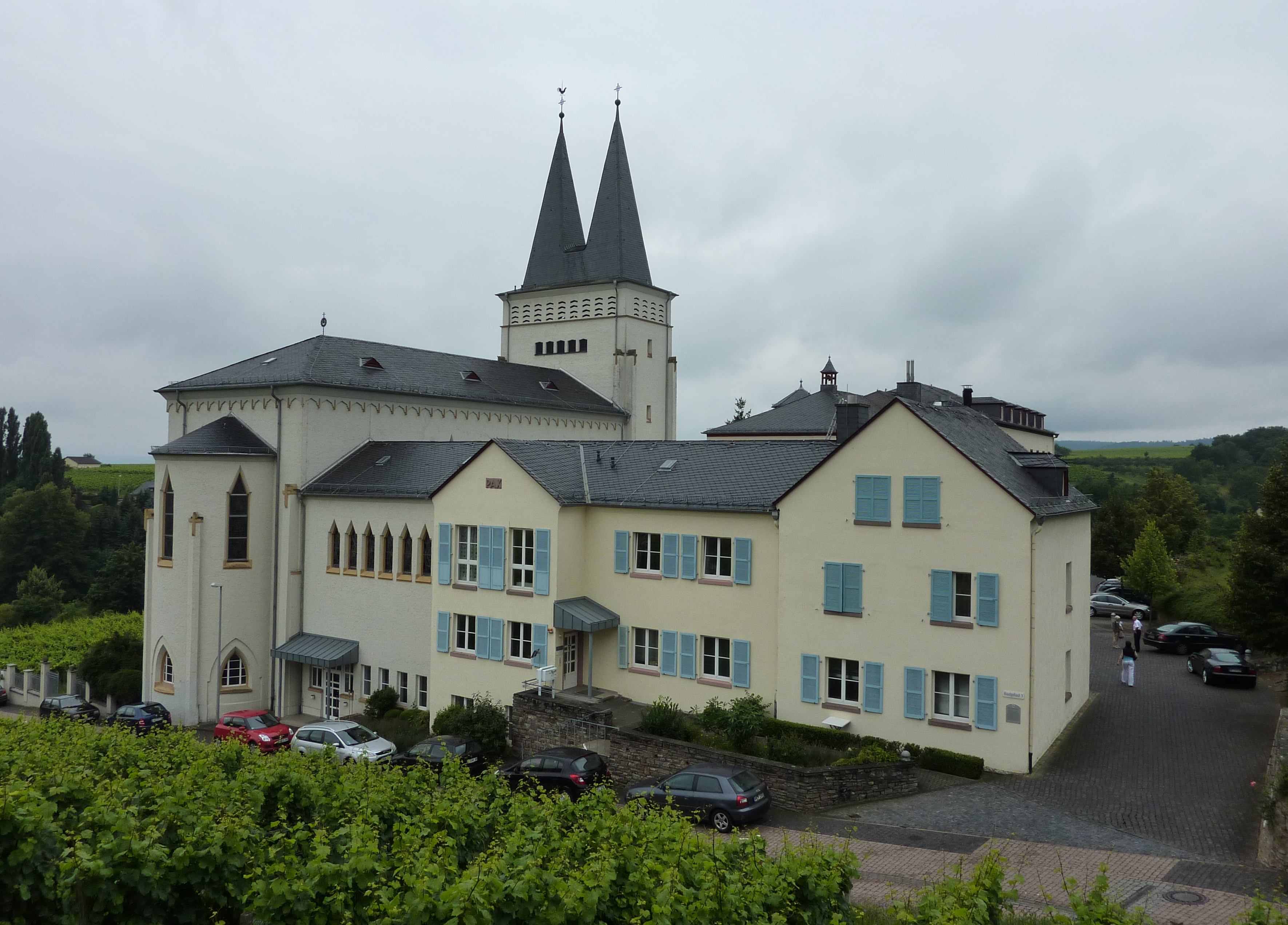
Il nuovo monastero di Johannisberg (oggi trasformato in un albergo) con la chiesa parrocchiale locale

A circa un chilometro di distanza dal castello, si trova oggi un nuovo monastero dal nome originario di "Johannisberg", ricavato nel 1856 da una precedente struttura utilizzata come sanatorio e senza alcun legame storico con il complesso monastico originale. Nel 1920 le Suore Benedettine del Santissimo Sacramento acquistarono la struttura, vi costruirono una chiesa nel 1928 che venne ampiamente utilizzata durante la seconda guerra mondiale come chiesa parrocchiale per il villaggio di Johannisberg dal momento che la locale basilica era andata distrutta. Le monache rimasero in loco sino al 1991 quando il loro numero divenne talmente esiguo da richiedere una ricollocazione altrove per le eccessive spese di mantenimento della struttura. A queste si sostituirono quindi le Missionarie serve dello Spirito Santo che rimasero in loco sino al 31 dicembre 2004, quando anch'esse rinunciarono al convento per motivi economici e gestionali. Dal 1º gennaio 2006 il complesso ospita un albergo con giardino e ristorante.

## IlRheingau Musik Festival
L'ala est del castello è stata ricostruita dopo le distruzioni della seconda guerra mondiale per ricavarne un salone al coperto per praticare lo sport del tennis. La moglie dell'ultimo principe, Tatiana von Metternich-Winneburg, cofondatrice del Rheingau Musik Festival, decise nel 1988 di trasformare la sala in un grande salone per concerti. Dopo la morte di suo marito, la sala fu chiamata Fürst-von-Metternich-Saal ed ancora oggi ospita annualmente questo festival musicale.